# Pueblo ahafo
El pueblo ahafo es miembro de un grupo étnico akan que hablan el Ahafo, dialecto de las lenguas akánicas. Su territorio está situado alrededor de la ciudad de Kumasi, capital de la región de Ashanti, así como en la región de Brong-Ahafo, en Ghana. La población estimada es de 105.000 ahafos viviendo en Ghana.

## Territorio

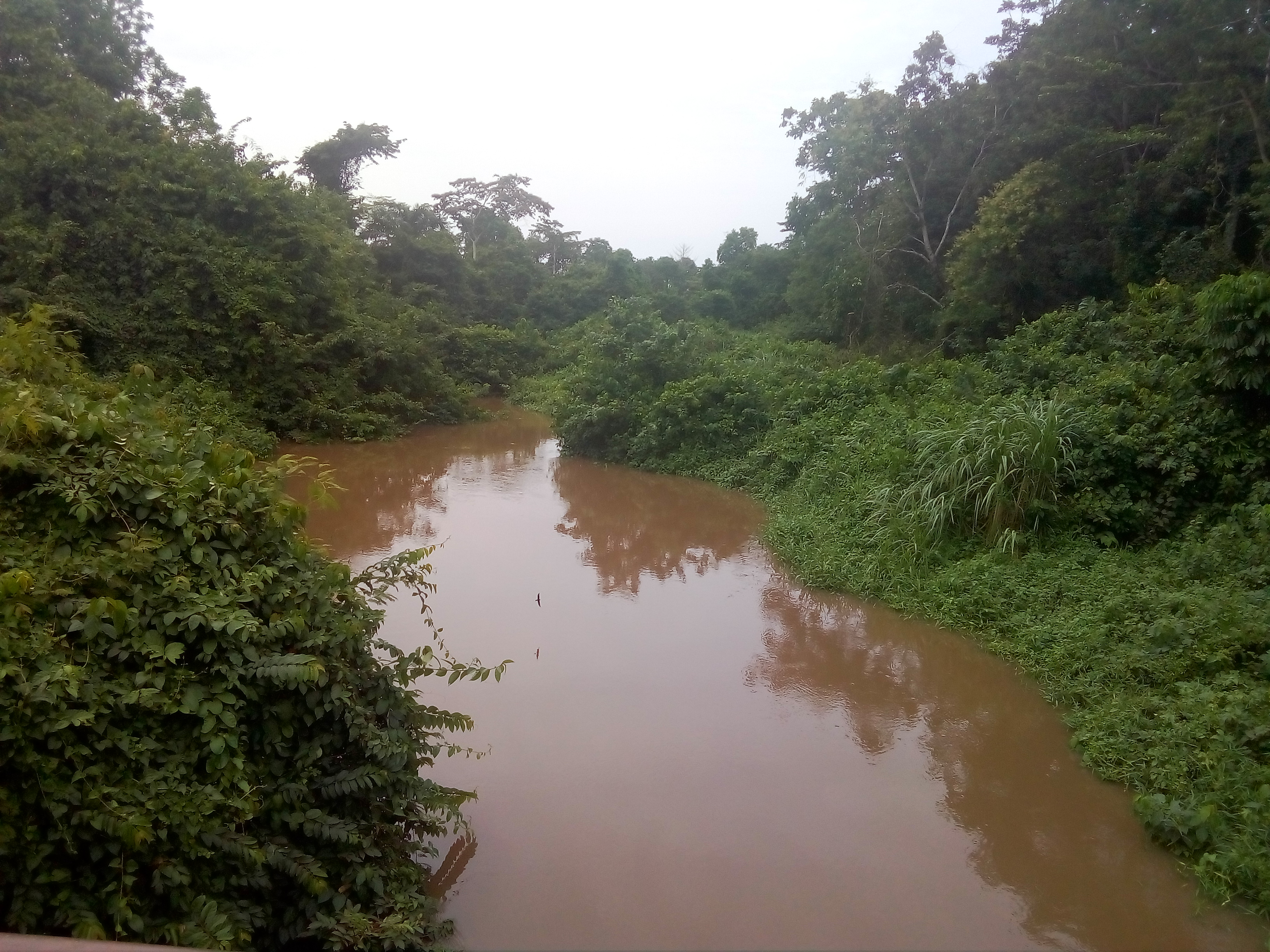
Río Tano

Los ahafos viven alrededor de Kumasi, capital de la región Ashanti. Históricamente se situaron en el valle medio bajo del río Tano en las regiones ghanesas Occidental y Brong-Ahafo.

## Historia
Según la tradición akan, sus antepasados Nta Fo llegaron del norte al centro sur de Ghana y la zona oeste de Costa de Marfil sobre los siglos XI y XII. Se estima que fue una larga marcha por etapas que comenzó en la región del Chad Benue, siguiendo el río Níger llegaron a su cuenca baja y atravesaron los actuales territorios de Benín y Togo para establecerse en la región de Adansi, centro de Ghana y cercana al lago Volta.
Intervenciones arqueológicas del siglo XX permitieron constatar la actividad minera en los yacimientos de Akwatia, Manso, Oda, Abodum, Kokobin y Domiabra, en territorio akan. Especialmente depósitos aluviales de oro con los que este pueblo se especializará, tanto en su extracción como comercialización.
El pueblo ahafo formará parte de una nueva oleada de migraciones de pequeños grupos, que fundamentalmente por razones políticas se fueron disgregando de sus comunidades madre akan. Concretamente se los ubica en una marcha poblacional que tuvo lugar entre 1680 y 1730 de pueblos akan que partieron de los asentamientos de Kumasi, Anwianwia y Denkira. El pueblo ahaf tomará sus actuales territorios en torno a la región de Brong-Ahafo entre finales del siglo XVII y principios del XVIII. Allí construirá una pequeña organización centralizada en base a la extracción y comercio del oro, junto al comercio de productos agrícolas.
La expansión asante en el occidente ghanés terminó por someter al pueblo ahafo que quedó en situación de vasallaje, pagando tributos a los invasores. Igualmente el pueblo ahafo continuó con sus comunidades explotando las riquezas de la zona, especialmente la extracción de kola, fruto altamente cotizado y que en la floresta ahafa crecía en estado salvaje. Sus principales rutas de comercialización eran el Sudán occidental y septentrional.

## Idioma

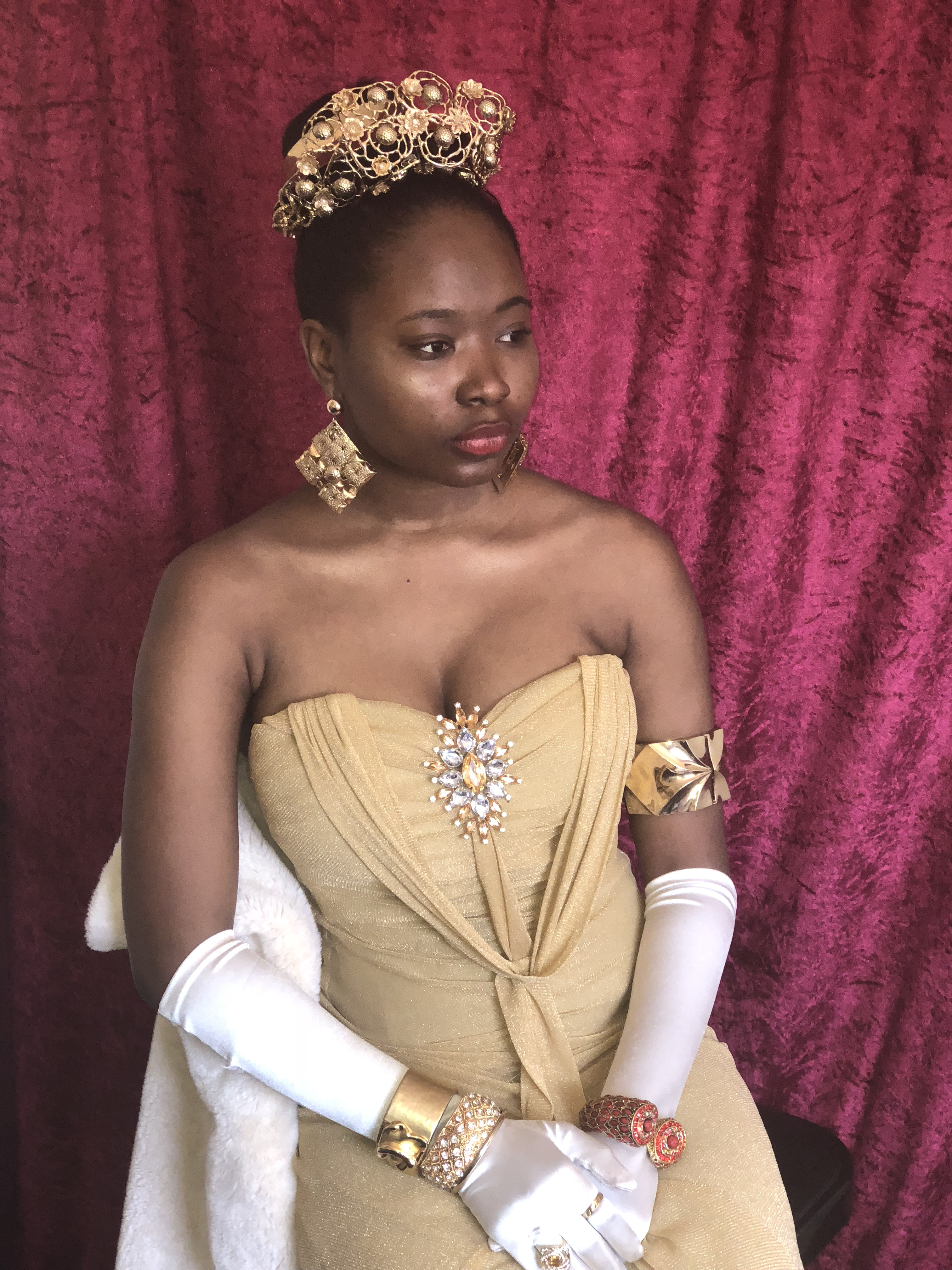
Princesa Amanda, Brong-Ahafo

Los ahafos tienen como lengua materna el dialecto del akan, el Ahafo. Algunas fuentes como el peoplegroups los colocan dentro de las lenguas twi.

## Religión

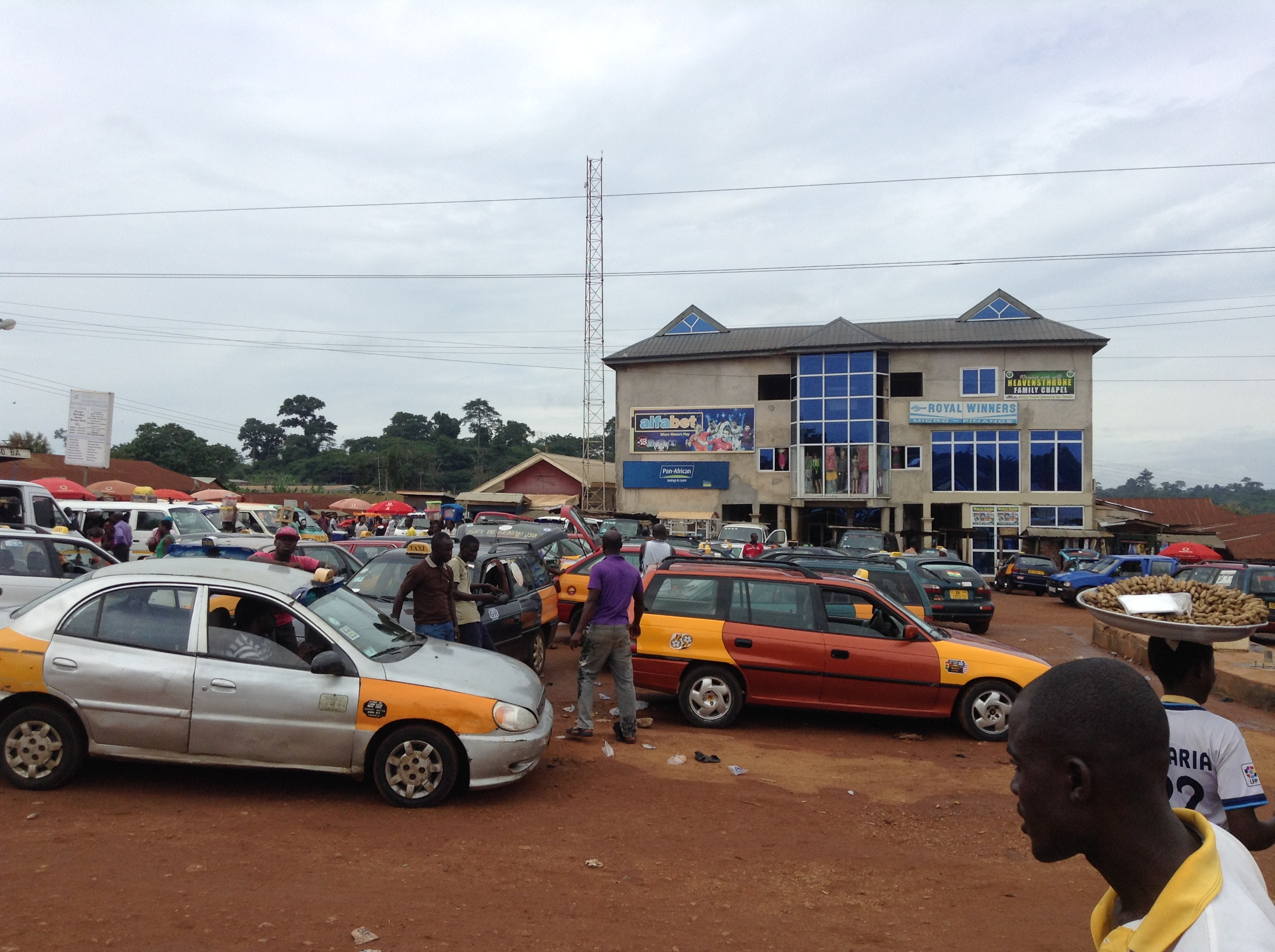
Brong Ahafo Región - Ghana

El 85% de los ahafos son cristianos, el 10% creen en religiones africanas tradicionales y el 5% son musulmanes. El 70% de los ahafos cristianos son protestantes, el 15% son católicos y el 15% pertenecen a iglesias independientes. El 20% de los ahafos cristianos pertenecen a movimientos evangélicos. La religión primaria de los ahafos es el protestantismo.

## Economía

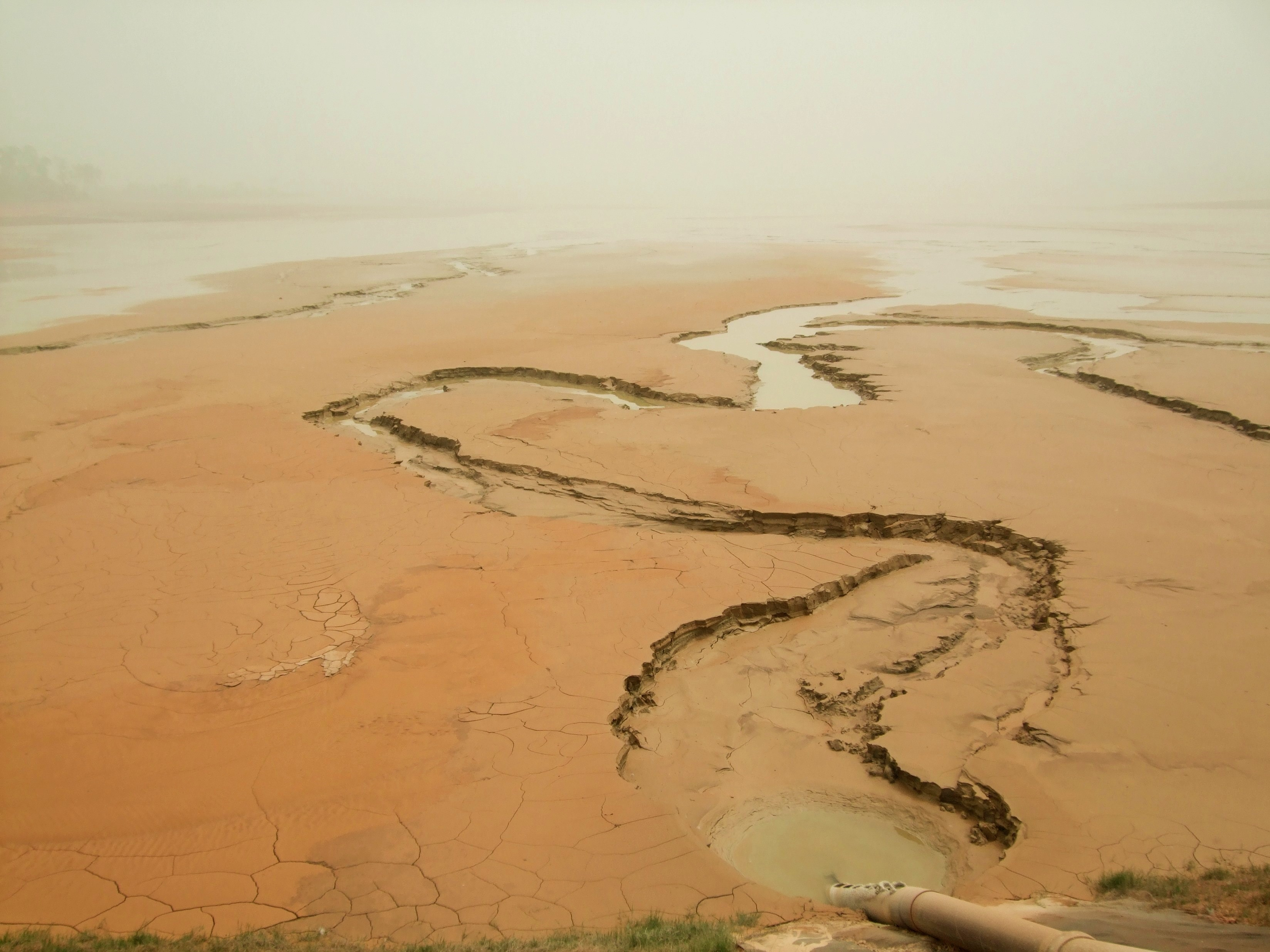
EITI NGGL AhafoMine, extracciones mineras en Ahafo

El pueblo ahafo se dedicó a la explotación de oro con la que levantó su reino entre los siglos XVI y XVII. Tiene tradición agrícola, con plantaciones de café, kola y aceite de palma.